# 新居田の滝
新居田の滝（にいだのたき）は、徳島県那賀町にある新居田川の滝。落差は15m。とくしま水紀行50選選定。

## 地理
坂州木頭川の支流である新居田川にある滝。
滝上部は一枚岩で、下の岩や岩盤に橋のように差し掛かっているような形状であり、一直線に美しい線を描きながら流れ落ちる存在感のある滝である。

## 交通
- JR「徳島駅」より車で約90分。